# Амандла Стенберг
Амандла Стенберг (енгл. Amandla Stenberg; Лос Анђелес, 23. октобар 1998) америчка је глумица и певачица.

## Биографија
Ћерка је Афроамериканке Карен Брејлсфорд и Данца Тома Стенберга. Баба преко мајке јој је била Инуит са Гренланда. Има две старије полусестре са очеве стране. Име јој значи „моћ” или „снага” на јужноафричким језицима коса и зулу. Са четири године је почела да ради као манекенка за Disney. Наступала је у рекламама за клијенте као што су Boeing и Kmart.
У јануару 2016. изашла је као бисексуална особа, иако је касније изјавила да се такође поистовећује и са пансексуалним идентитетом. У марту исте године изашла је као небинарна особа, када је почела да користи заменице she/her и they/them. У јуну 2018. у интервјуу за часопис Wonderland изјаснила се као геј.
Изјашњава се као интерсекционална феминисткиња. Отворено говори о својим политичким ставовима у интервјуима и на друштвеним мрежама, а 2015. године проглашена је за „феминисткињу године” од стране Фондације госпође за жене. Јавно је говорила на друштвеним мрежама о културном присвајању. Објавила је видео „Don't Cash Crop My Cornrows” опомиње Кајли Џенер која је носила традиционалну афроамеричку фризуру.

## Филмографија

### Филм
| Улоге Амандле Стенберг |                                        |               |                                 |             |
| Година                 | Српски назив                           | Изворни назив | Улога                           | Напомена    |
| 2011.                  | Колумбијка                             |               | млада Каталеја Рестрепо         |             |
| 2012.                  | Игре глади                             |               | Ру                              |             |
| 2013.                  |                                        |               | Сара                            | кратки филм |
| 2014.                  | Рио 2                                  |               | Бија (глас)                     |             |
| 2016.                  |                                        |               | Сара                            |             |
| 2017.                  | Све, баш све                           |               | Меди Витијер                    |             |
| 2018.                  | Мрачни умови                           |               | Руби Дејли                      |             |
| 2018.                  | Та мржња коју сејеш                    |               | Стар Картер                     |             |
| 2018.                  |                                        | Лејна         |                                 |             |
| 2021.                  | Драги Еване Хансене                    |               | Алана Бек                       |             |
| 2022.                  | Тела, тела, тела                       |               | Софи                            |             |
| 2023.                  |                                        |               | Џони                            |             |
| 2023.                  | Спајдермен: Путовање кроз Спајдер-свет |               | Марго Кес / Спајдер-Бајт (глас) |             |

### Телевизија
| Улоге Амандле Стенберг |                    |               |                 |              |
| Година                 | Српски назив       | Изворни назив | Улога           | Напомена     |
| 2012.                  |                    |               | Тејлор          | ТВ филм      |
| 2013—2014.             | Успавана долина    |               | Мејси Ирвинг    | 4 епизоде    |
| 2015.                  |                    |               | Хале Фостер     | 6 епизода    |
| 2017.                  |                    |               | Хеленист        | 1 епизода    |
| 2019.                  |                    |               | Елизабет Екфорд | 1 епизода    |
| 2019.                  |                    |               | Сара (глас)     | 9 епизода    |
| 2020.                  |                    |               | Џули            | главна улога |
| 2022.                  |                    |               | Пени            | 1 епизода    |
| 2023.                  | Руполова дрег трка |               | себе            | 1 епизода    |